# بارفتسي
بارفتسي (بالبلغارية: Пъртевци)‏ قرية تقع إدارياً ضمن بلدية غابروفو ‏ في بلغاريا. ويبلغ عدد سكانها 4 نسمة حسب تعداد 15 مارس 2015. تعتمد بارفتسي للبريد على الرمز البريدي 5307.